# 리가 대성당

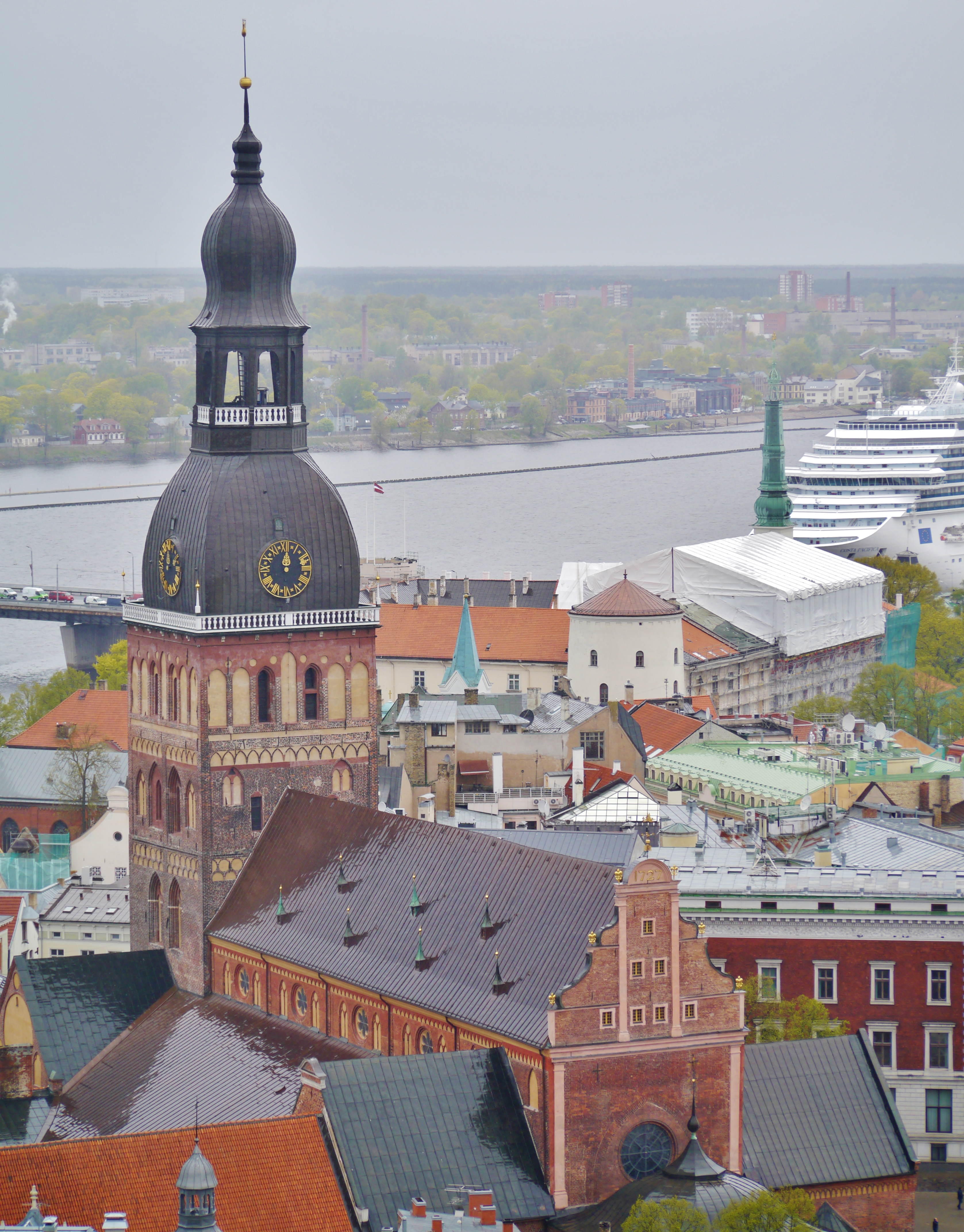
리가 대성당

리가 대성당(라트비아어: Rīgas Doms)은 라트비아 리가에 있는 복음주의 루터교 대성당이다. 리가 대성당은 라트비아에서 가장 잘 알려진 랜드마크 중 하나다. 이 교회는 흔히 돔 대성당이라고 불리는데, '돔'이라는 단어가 독일어로 '대성당'을 뜻하는 'Dom'에서 유래했기 때문에 붙여진 이름이다.